# Ernst Ebhardt
Ernst Ebhardt (* 19. März 1849; † im 20. Jahrhundert) war ein deutscher Rittergutsbesitzer und Politiker (SPD).
Ebhardt besuchte das Gymnasium Lyck und studierte in Jena, ohne jedoch einen Abschluss zu machen. Er war Rittergutsbesitzer in Kosuchen bei Bialla und Mitglied der SPD. Für diese kandidierte er insgesamt fünf Mal erfolglos für den Reichstag. Bei der Reichstagswahl 1893 und der Ersatzwahl 1902 kandidierte er im Reichstagswahlkreis Regierungsbezirk Königsberg 10. Bei den Reichstagswahlen 1893, 1898 und 1903 trat er im Reichstagswahlkreis Regierungsbezirk Gumbinnen 6 an. Sein bestes Ergebnis erzielte er bei der Ersatzwahl 1902 mit 18,1 % der Stimmen.
Nach der Novemberrevolution wurde Ebhardt 1919 für den Wahlkreis Allenstein 3 (Johannisburg) in den Provinziallandtag der Provinz Ostpreußen gewählt. Dort war er ab 19. April 1920 Alterspräsident. Mit dem Ende der Wahlperiode 1921 schied er aus dem Landtag aus.